# Roosevelt Park
Roosevelt Park város USA Michigan államában, Muskegon megyében. Lakosainak száma 4172 fő (2020. április 1.).

## Népesség
A település népességének változása:

| 2010 | 3 831 |
| 2020 | 4 172 |